# 홍천군의 농어촌버스
홍천군의 농어촌버스는 강원특별자치도 홍천군 관내에서 운행하는 노선버스이다. 운영 업체는 금강고속을 비롯해 대한교통과 현대교통이 있다.

## 운임
2018년 기준 요금이다.
| 종류 | 나이                    | 현금 (원) | 카드 (원) |
| ---- | ----------------------- | --------- | --------- |
| 일반 | 어른 (만 19세 이상)     | 1400      | 1330      |
| 일반 | 중고생 (만 13세 ~ 18세) | 1100      | 1040      |
| 일반 | 초등생 (만 7세 ~ 12세)  | 700       | 660       |

- 2011년 11월 1일부터 교통카드를 이용해 버스를 승차할 수 있다.[1] 캐시비 계열 교통카드만 사용 가능하며, 그 밖에 KB국민카드, BC카드, 신한카드 등의 후불 교통카드도 사용할 수 있다. 티머니는 2016년 1월 30일부터 사용 가능하다.[2]
- 하차 후 30분 이내에 1회에 한하여 무료환승이 가능하다.
- 2014년 1월 1일부터 단일요금제가 시행되기로 하였으나[3], 운수업체의 반발로 3월 초로 유보되었다.[4] 그러다가 3월 24일 금강고속(홍천 면허에 한함)과 대한교통 차량에 우선 시행 후, 4월 7일 현대교통 차량에도 시행하였다. 단일 요금제는 군계에서만 적용하며, 군계를 넘으면 구간 요금이 적용되어 홍천~용문은 시외버스 요금과 동일한 4300원을 적용받는다. 이때문에 거리가 24마일인 용문~홍천 구간이 45마일이나 되는 홍천~내면보다 요금이 최대 4배 가까이 비싸다. 이는 홍천군 요금 체계가 충청남도 천안시나 아산시와 비슷하게 시계를 넘으면 기점을 기준으로 요금을 적용받기 때문이다. 아산시의 경우 평택~온양온천역이 4600원을 받는다.
- 양평군 용문면 용문터미널을 경유하는 홍천군 차적 금강고속 시내버스는 강원특별자치도 면허노선이기 때문에 현재 수도권 경의중앙선과의 환승할인이 불가하다. 때문에 용문역에서 환승을 해도 기본요금으로 징수되어서 적용되지 않으니 주의한다. 또한 경기도 차적의 금강고속 시내버스와도 환승할인이 불가하다. 따라서 양평군 용문면을 경유하는 홍천군 농어촌버스에서 경의중앙선 전철이나 경기도 금강고속 시내버스로 환승할 경우 기본요금이 징수된다.

## 홍천군 차적의 버스 노선
| 노선       | 노선 | 운행사                | 운행구간       | 운행구간 | 운행구간           | 경유지                                           | 배차                          | 비고                    |
| ---------- | ---- | --------------------- | -------------- | -------- | ------------------ | ------------------------------------------------ | ----------------------------- | ----------------------- |
| 삼마치     | 1    | 금강고속              | 홍천터미널     | ↔        | 삼마치             | 장전평1리                                        | 5회                           |                         |
| 삼마치     | 2    | 금강고속              | 홍천터미널     | ↔        | 원터               | 장전평1리, 삼마치                                | 5회                           |                         |
| 높은터     | 3    | 금강고속              | 홍천터미널     | ↔        | 높은터             | 하오안, 삼마치2리                                | 4회                           |                         |
| 시동(순환) | 4    | 현대교통              | 홍천터미널     | →        | 홍천터미널         | 삼마치, 상창봉(시동입구), 시동, 양덕원, 하오안   | 9회                           |                         |
| 시동(순환) | 5    | 현대교통              | 홍천터미널     | →        | 홍천터미널         | 하오안, 양덕원, 시동, 상창봉(시동입구), 삼마치   | 8회                           |                         |
| 와동·송정  | 10   | 금강고속              | 홍천터미널     | ↔        | 와동·송정          | 경찰서, 결운                                     | 3회                           |                         |
| 와동·송정  | 10-1 | 금강고속              | 홍천터미널     | ↔        | 송정·와동          | 경찰서, 결운                                     | 3회                           |                         |
| 성산·삼포  | 11   | 금강고속              | 홍천터미널     | ↔        | 성산·삼포          | 경찰서, 결운, 송정                               | 7회                           |                         |
| 성산·삼포  | 11-1 | 금강고속              | 홍천터미널     | ↔        | 삼포·성산          | 경찰서, 결운, 송정                               | 8회                           |                         |
| 풍천       | 12   | 금강고속              | 홍천터미널     | ↔        | 풍천리             | 경찰서, 결운, 송정, 무수터                       | 1회                           |                         |
| 풍천       | 13   | 금강고속              | 홍천터미널     | ↔        | 덕밭재·풍천        | 경찰서, 결운, 송정, 무수터                       | 5회                           |                         |
| 야시대     | 14   | 금강고속              | 홍천터미널     | ↔        | 야시대2리          | 경찰서, 결운, 송정, 성산                         | 2회                           |                         |
| 야시대     | 14-1 | 금강고속              | 홍천터미널     | ↔        | 야시대2리          | 경찰서, 결운, 송정, 삼포, 성산                   | 1회                           | 홍천행은 14번과 동일    |
| 야시대     | 15   | 금강고속              | 홍천터미널     | ↔        | 야시대             | 경찰서, 결운, 송정, 성산                         | 1회                           |                         |
| 야시대     | 15-1 | 금강고속              | 홍천터미널     | ↔        | 야시대             | 경찰서, 결운, 송정, 삼포, 성산                   | 1회                           | 홍천행은 15번과 동일    |
| 주음치     | 16   | 대한교통              | 홍천터미널     | ↔        | 주음치             | 경찰서, 결운, 송정, 삼포(홍천발), 성산           | 2회                           |                         |
| 주음치     | 16-1 | 대한교통              | 홍천터미널     | ↔        | 주음치             | 경찰서, 결운, 송정, 삼포(홍천행), 성산           | 1회                           |                         |
| 도광터     | 17   | 대한교통              | 홍천터미널     | ↔        | 도광터             | 경찰서, 결운, 송정, 삼포, 군업                   | 2회                           |                         |
| 도광터     | 17-1 | 대한교통              | 홍천터미널     | ↔        | 당무               | 경찰서, 결운, 송정, 삼포, 군업                   | 1회                           |                         |
| 철정       | 20   | 금강고속              | 홍천터미널     | ↔        | 가리산·두촌        | 경찰서, 결운, 송정, 성산, 철정                   | 1회                           |                         |
| 철정       | 21   | 금강고속              | 홍천터미널     | ↔        | 철정리             | 경찰서, 결운, 송정, 성산                         | 3회                           |                         |
| 철정       | 22   | 금강고속              | 홍천터미널     | ↔        | 괘석·원동          | 경찰서, 결운, 송정, 성산, 철정, 두촌             | 1회                           |                         |
| 철정       | 22-1 | 금강고속              | 홍천터미널     | ↔        | 원동·괘석          | 경찰서, 결운, 송정, 성산, 철정, 두촌             | 2회                           |                         |
| 철정       | 23   | 금강고속              | 홍천터미널     | ↔        | 장사랑·가리산      | 경찰서, 결운, 송정, 성산, 철정, 두촌             | 1회                           |                         |
| 새말       | 24   | 대한교통              | 홍천터미널     | ↔        | 새말               | 경찰서, 결운, 송정, 성산, 철정, 내촌             | 1회                           |                         |
| 서석       | 40   | 대한교통              | 홍천터미널     | ↔        | 서석터미널         | 검율, 동면, 공작동                               | 3회                           |                         |
| 서석       | 41   | 대한교통              | 홍천터미널     | ↔        | 서석터미널         | 결운, 성산, 철정, 내촌, 새말, 수하               | - 2회 (서석행) - 1회 (홍천행) |                         |
| 서석       | 41-1 | 대한교통              | 홍천터미널     | ←        | 서석터미널         | 결운, 성산, 철정, 내촌, 수하                     | 2회                           |                         |
| 서석       | 41-2 | 대한교통              | 홍천터미널     | →        | 서석터미널         | 결운, 성산, 철정, 내촌, 수하                     | 3회                           |                         |
| 서석       | 42-1 | 대한교통              | 홍천터미널     | ←        | 서석터미널         | 결운, 성산, 철정, 내촌, 도관, 수하               | 1회                           |                         |
| 서석       | 43   | 대한교통              | 홍천터미널     | ↔        | 서석터미널         | 결운, 삼포, 솔치                                 | 5회                           |                         |
| 서석       | 43-1 | 대한교통              | 홍천터미널     | ↔        | 서석터미널         | 결운, 성산, 솔치                                 | 1회                           |                         |
| 내면       | 43-3 | 대한교통              | 홍천터미널     | ↔        | 내면터미널         | 결운, 삼포, 솔치, 서석                           | - 3회 (내면행) - 1회 (홍천행) |                         |
| 내면       | 43-5 | 대한교통              | 홍천터미널     | ←        | 내면터미널         | 결운, 성산, 솔치, 서석                           | 1회                           |                         |
| 서석면내   | 45   | 대한교통              | 서석터미널     | ↔        | 피리골             | 생곡                                             | 2회                           |                         |
| 서석면내   | 46   | 대한교통              | 서석터미널     | ↔        | 청량리             | 하군두리                                         | 3회                           |                         |
| 서석면내   | 47   | 대한교통              | 서석터미널     | ↔        | 검산리             |                                                  | 1회                           |                         |
| 서석면내   | 47-1 | 대한교통              | 서석터미널     | ↔        | 검산리             | 상군두리 (서석출발)                              | 2회                           |                         |
| 서석면내   | 48   | 대한교통              | 서석터미널     | ↔        | 방내리             | 검산, 생곡                                       | 1회                           |                         |
| 월운       | 50   | 대한교통              | 홍천터미널     | ↔        | 월운리             | 검율, 동면, 후동, 공주터                         | 4회                           |                         |
| 월운       | 50-1 | 대한교통              | 홍천터미널     | ↔        | 월운리             | 검율, 동면, 공주터                               | 1회                           |                         |
| 수타사     | 51   | 대한교통              | 홍천터미널     | ↔        | 수타사             | 검율, 동면                                       | 1회                           |                         |
| 방량       | 52   | 대한교통              | 홍천터미널     | ↔        | 방량리             | 검율, 동면, 삼현                                 | 3회                           |                         |
| 방량       | 52-1 | 대한교통              | 홍천터미널     | ↔        | 방량리             | 검율, 동면(홍천출발), 삼현                       | 1회                           |                         |
| 방량       | 52-2 | 대한교통              | 홍천터미널     | ↔        | 월운리             | 동면, 방량, 후동, 공주터                         | 1회                           | 홍천행 홍천농고 경유    |
| 신봉       | 53   | 대한교통              | 홍천터미널     | ↔        | 신봉리             | 검율, 동면, 속초                                 | 2회                           |                         |
| 신봉       | 53-1 | 대한교통              | 홍천터미널     | ↔        | 수타사             | 검율, 동면, 신봉                                 | 3회                           |                         |
| 노천       | 54   | 대한교통              | 홍천터미널     | ↔        | 예의촌             | 검율, 동면, 노천, 좌운                           | 3회                           |                         |
| 노천       | 54   | 대한교통              | 홍천터미널     | ↔        | 좌운리             | 검율, 동면, 노천                                 | 2회                           |                         |
| 노천       | 54-2 | 대한교통              | 홍천터미널     | ↔        | 좌운리             | 검율리, 동면, 물골가든, 노천                     | 1회                           |                         |
| 양덕원     | 60   | - 금강고속 - 현대교통 | 홍천터미널     | ↔        | 양덕원             | 하오안                                           | - 6회 - 3회                   |                         |
| 양덕원     | 60-1 | 금강고속              | 홍천터미널     | ↔        | 강원생활과학고     | 하오안, 양덕원                                   | 1회                           |                         |
| 시동       | 61   | 현대교통              | 홍천터미널     | ↔        | 시동               | 하오안, 양덕원                                   | 5회                           |                         |
| 신대       | 62   | 현대교통              | 홍천터미널     | ↔        | 신대·시동          | 하오안, 양덕원                                   | 3회                           |                         |
| 신대       | 62-1 | 현대교통              | 홍천터미널     | ↔        | 시동·신대          | 하오안, 양덕원                                   | 1회                           |                         |
| 북노일     | 63   | 현대교통              | 홍천터미널     | ↔        | 노일리             | 하오안, 양덕원, 용수                             | 4회                           |                         |
| 대명스키장 | 70   | 현대교통              | 홍천터미널     | ↔        | 대명비발디파크     | 하오안, 양덕원, 굴업                             | 9회                           |                         |
| 모곡       | 71   | 현대교통              | 홍천터미널     | ↔        | 모곡(길곡)         | 하오안, 양덕원, 대곡                             | 1회                           |                         |
| 모곡       | 71-1 | 현대교통              | 홍천터미널     | ↔        | 모곡(길곡)         | 하오안, 양덕원, 대명비발디(홍천행), 대곡         | 1회                           |                         |
| 모곡       | 71-2 | 현대교통              | 홍천터미널     | ↔        | 모곡(길곡)         | 하오안, 양덕원, 대명비발디(홍천출발), 대곡       | 1회                           |                         |
| 대곡       | 72   | 현대교통              | 홍천터미널     | ↔        | 대곡리             | 하오안, 양덕원, 대명비발디(홍천행)               | 3회                           |                         |
| 반곡       | 73   | 현대교통              | 홍천터미널     | ↔        | 반곡(두미)         | 북방면, 동산면, 역전평, 팔봉산관광지             | 1회                           |                         |
| 모곡       | 74   | 현대교통              | 홍천터미널     | ↔        | 모곡리             | 북방면, 동산면, 역전평, 팔봉산관광지, 반곡, 개야 | 1회                           |                         |
| 북방       | 80   | 금강고속              | 홍천터미널     | ↔        | 능평리             | 신아아파트, 화동, 능평, 북방면                   | 12회                          |                         |
| 북방       | 80-1 | 금강고속              | 홍천터미널     | ↔        | 능평리             | 북방면, 능평, 화동, 신아아파트                   | 1회                           |                         |
| 북방       | 81   | 금강고속              | 홍천터미널     | ↔        | 능평리             | 하화계, 북방면, 능평, 중화계                     | 3회                           |                         |
| 북방       | 82   | 금강고속              | 홍천터미널     | ↔        | 능평리             | 하화계, 북방면, 능평, 중화계                     | 1회                           |                         |
| 동산       | 83   | 금강고속              | 홍천터미널     | ↔        | 동산면             | 신아아파트, 북방면, 본궁, 동산면, 북방면         | 1회                           |                         |
| 동산       | 83-1 | 금강고속              | 홍천터미널     | ↔        | 동산면             | 신아아파트, 북방면, 동산면, 본궁, 북방면         | 1회                           |                         |
| 장항       | 84   | 현대교통              | 홍천터미널     | ↔        | 장항리             | 북방면, 동산면, 역전평, 도사곡                   | 2회                           |                         |
| 북노일     | 85   | 현대교통              | 홍천터미널     | ↔        | 팔봉·노일          | 북방면, 동산면, 역전평, 원소리                   | 3회                           |                         |
| 성동       | 86   | 현대교통              | 홍천터미널     | ↔        | 북방리             | 화동, 성동                                       | 5회                           |                         |
| 온천       | 87   | 현대교통              | 홍천터미널     | ↔        | 홍천온천           | 북방면, 소매곡                                   | 2회                           |                         |
| 온천       | 87-1 | 현대교통              | 홍천터미널     | ↔        | 홍천온천           | 북방면                                           | 1회                           | 홍천 출발 홍천여중 경유 |
| 온천       | 87-3 | 현대교통              | 홍천터미널     | ↔        | 소매곡             | 북방면                                           | 1회                           |                         |
| 성골       | 88   | 현대교통              | 홍천터미널     | ↔        | 북방리             | 화동, 성동, 성골(홍천행)                         | 1회                           |                         |
| 내면관내   | 90   | 대한교통              | 내면터미널     | ↔        | 운두골             | 자운                                             | 1회                           |                         |
| 내면관내   | 90-1 | 대한교통              | 내면터미널     | ↔        | 소한               |                                                  | 1회                           |                         |
| 내면관내   | 91   | 대한교통              | 내면터미널     | ↔        | 목맥동             | 원당, 광원, 명개                                 | 4회                           |                         |
| 내면관내   | 92   | 대한교통              | 내면터미널     | ↔        | 신흥동             | 괸돌                                             | 1회                           |                         |
| 내면관내   | 92-1 | 대한교통              | 내면터미널     | ↔        | 방내               | 괸돌, 신흥동                                     | 2회                           |                         |
| 내면-서석  | 93   | 대한교통              | 내면터미널     | ↔        | 서석터미널         |                                                  | - 1회 (서석행) - 2회 (내면행) |                         |
| 내면-서석  | 93-1 | 대한교통              | 내면터미널     | →        | 서석터미널         | 상군두리                                         | 1회                           |                         |
| 동산       | 100  | 금강고속              | 홍천터미널     | ↔        | 동산면             | 북방면, 능평, 조양                               | 1회                           |                         |
| 용문       | 200  | 금강고속              | 홍천터미널     | ↔        | 용문터미널         | 하오안, 양덕원, 용두리, 단월, 광탄               | 5회                           |                         |
| 횡성       | 400  | 현대교통              | 홍천터미널     | ↔        | 횡성               | 하오안, 양덕원, 시동, 창봉, 공근면               | 1회                           | 09:00                   |
| 대명-춘천  | 410  | 현대교통              | 대명비발디파크 | ↔        | 춘천시외버스터미널 | 팔봉산관광지, 광판, 김유정역, 퇴계동             | 7회                           |                         |

## 타 시·군의 시내버스
- 춘천시의 시내버스: 1, 2, 3, 41, 53, 53-1, 80
- 가평군의 농어촌버스: 32-21
- 양평군의 농어촌버스: 2-2, 2-5, 2-9
- 인제군의 농어촌버스: 홍천-신남-인제-원통
- 횡성군의 농어촌버스: 55, 56